# Lista di asteroidi (618001-619000)
Di seguito una lista di asteroidi dal numero 618001 al 619000 con data di scoperta e scopritore.

## 618001-618100
| Nome     | Designazione provvisoria | Data di scoperta  | Scopritore                  |
| -------- | ------------------------ | ----------------- | --------------------------- |
| 618001 - | 2006 SQ335               | 13 giugno 2005    | Spacewatch                  |
| 618002 - | 2006 SD337               | 28 settembre 2006 | Spacewatch                  |
| 618003 - | 2006 SD342               | 28 settembre 2006 | Spacewatch                  |
| 618004 - | 2006 SK351               | 20 settembre 2006 | Spacewatch                  |
| 618005 - | 2006 SU363               | 30 settembre 2006 | Mount Lemmon Survey         |
| 618006 - | 2006 SB369               | 26 settembre 2006 | Cernis, K., Zdanavicius, J. |
| 618007 - | 2006 SG373               | 12 settembre 2006 | SDSS Collaboration          |
| 618008 - | 2006 SD374               | 16 settembre 2006 | SDSS Collaboration          |
| 618009 - | 2006 SC382               | 28 agosto 2006    | SDSS Collaboration          |
| 618010 - | 2006 SQ382               | 22 settembre 2006 | SDSS Collaboration          |
| 618011 - | 2006 SN386               | 11 settembre 2006 | SDSS Collaboration          |
| 618012 - | 2006 SL394               | 29 settembre 2006 | SDSS Collaboration          |
| 618013 - | 2006 SO398               | 16 settembre 2006 | CSS                         |
| 618014 - | 2006 SU400               | 25 settembre 2006 | CSS                         |
| 618015 - | 2006 SF401               | 27 settembre 2006 | Mount Lemmon Survey         |
| 618016 - | 2006 SV405               | 17 settembre 2006 | Spacewatch                  |
| 618017 - | 2006 SG407               | 30 settembre 2006 | CSS                         |
| 618018 - | 2006 SC415               | 26 settembre 2006 | Mount Lemmon Survey         |
| 618019 - | 2006 SL423               | 4 maggio 2009     | Mount Lemmon Survey         |
| 618020 - | 2006 SR426               | 13 dicembre 2013  | Mount Lemmon Survey         |
| 618021 - | 2006 SL427               | 30 settembre 2006 | Mount Lemmon Survey         |
| 618022 - | 2006 SM427               | 20 febbraio 2009  | Spacewatch                  |
| 618023 - | 2006 SV430               | 18 settembre 2006 | Jarnac                      |
| 618024 - | 2006 SH433               | 29 settembre 2006 | LONEOS                      |
| 618025 - | 2006 SK433               | 8 febbraio 2008   | Mount Lemmon Survey         |
| 618026 - | 2006 SL433               | 9 ottobre 2015    | Pan-STARRS 1                |
| 618027 - | 2006 SM433               | 18 agosto 2006    | Spacewatch                  |
| 618028 - | 2006 SB434               | 18 settembre 2006 | LONEOS                      |
| 618029 - | 2006 SO434               | 15 settembre 2006 | Spacewatch                  |
| 618030 - | 2006 SB435               | 12 settembre 2015 | Pan-STARRS 1                |
| 618031 - | 2006 SU440               | 16 settembre 2006 | CSS                         |
| 618032 - | 2006 ST454               | 17 settembre 2006 | Spacewatch                  |
| 618033 - | 2006 TY7                 | 16 settembre 2006 | CSS                         |
| 618034 - | 2006 TD37                | 30 settembre 2006 | Mount Lemmon Survey         |
| 618035 - | 2006 TH67                | 28 settembre 2006 | CSS                         |
| 618036 - | 2006 TZ67                | 28 settembre 2006 | CSS                         |
| 618037 - | 2006 TD81                | 13 ottobre 2006   | Spacewatch                  |
| 618038 - | 2006 TV83                | 13 ottobre 2006   | Spacewatch                  |
| 618039 - | 2006 TG103               | 2 ottobre 2006    | Mount Lemmon Survey         |
| 618040 - | 2006 TX106               | 15 ottobre 2006   | CSS                         |
| 618041 - | 2006 TT108               | 29 settembre 2006 | SDSS Collaboration          |
| 618042 - | 2006 TK118               | 3 ottobre 2006    | SDSS Collaboration          |
| 618043 - | 2006 TB124               | 2 ottobre 2006    | Mount Lemmon Survey         |
| 618044 - | 2006 TZ131               | 2 ottobre 2006    | Mount Lemmon Survey         |
| 618045 - | 2006 TQ132               | 2 ottobre 2006    | Mount Lemmon Survey         |
| 618046 - | 2006 TY133               | 12 ottobre 2006   | NEAT                        |
| 618047 - | 2006 TA135               | 26 marzo 2008     | Mount Lemmon Survey         |
| 618048 - | 2006 TP135               | 4 ottobre 2006    | Mount Lemmon Survey         |
| 618049 - | 2006 TQ135               | 11 aprile 2013    | Mount Lemmon Survey         |
| 618050 - | 2006 TV135               | 3 ottobre 2006    | Mount Lemmon Survey         |
| 618051 - | 2006 TC137               | 16 dicembre 2003  | Mauna Kea                   |
| 618052 - | 2006 TA139               | 3 ottobre 2006    | Mount Lemmon Survey         |
| 618053 - | 2006 UC14                | 17 ottobre 2006   | Mount Lemmon Survey         |
| 618054 - | 2006 UY20                | 16 ottobre 2006   | Spacewatch                  |
| 618055 - | 2006 UU51                | 17 ottobre 2006   | Spacewatch                  |
| 618056 - | 2006 UE68                | 16 ottobre 2006   | CSS                         |
| 618057 - | 2006 UC86                | 27 settembre 2006 | Mount Lemmon Survey         |
| 618058 - | 2006 UV98                | 18 ottobre 2006   | Spacewatch                  |
| 618059 - | 2006 UC102               | 15 settembre 2006 | Spacewatch                  |
| 618060 - | 2006 UN103               | 18 ottobre 2006   | Spacewatch                  |
| 618061 - | 2006 UE132               | 26 settembre 2006 | Spacewatch                  |
| 618062 - | 2006 UD134               | 19 ottobre 2006   | Spacewatch                  |
| 618063 - | 2006 UO144               | 19 ottobre 2006   | Spacewatch                  |
| 618064 - | 2006 UE146               | 14 maggio 2005    | Mount Lemmon Survey         |
| 618065 - | 2006 UP148               | 30 settembre 2006 | Mount Lemmon Survey         |
| 618066 - | 2006 UE159               | 21 ottobre 2006   | Mount Lemmon Survey         |
| 618067 - | 2006 UR160               | 19 settembre 2006 | Spacewatch                  |
| 618068 - | 2006 UR235               | 24 settembre 2006 | Spacewatch                  |
| 618069 - | 2006 UO238               | 4 ottobre 2006    | Mount Lemmon Survey         |
| 618070 - | 2006 UG254               | 20 ottobre 2006   | Spacewatch                  |
| 618071 - | 2006 UA257               | 25 settembre 2006 | Mount Lemmon Survey         |
| 618072 - | 2006 UD266               | 17 ottobre 2006   | Spacewatch                  |
| 618073 - | 2006 UV268               | 27 ottobre 2006   | Mount Lemmon Survey         |
| 618074 - | 2006 UO277               | 19 ottobre 2006   | Spacewatch                  |
| 618075 - | 2006 UK286               | 9 aprile 2003     | Spacewatch                  |
| 618076 - | 2006 UK308               | 19 ottobre 2006   | Wasserman, L. H.            |
| 618077 - | 2006 UK312               | 16 ottobre 2006   | Spacewatch                  |
| 618078 - | 2006 UO319               | 24 novembre 2006  | Mount Lemmon Survey         |
| 618079 - | 2006 UU322               | 16 ottobre 2006   | Spacewatch                  |
| 618080 - | 2006 UZ349               | 26 ottobre 2006   | Mauna Kea                   |
| 618081 - | 2006 UR363               | 17 ottobre 2006   | Mount Lemmon Survey         |
| 618082 - | 2006 UW363               | 19 ottobre 2006   | Mount Lemmon Survey         |
| 618083 - | 2006 UJ364               | 21 ottobre 2006   | Mount Lemmon Survey         |
| 618084 - | 2006 UM364               | 21 ottobre 2006   | Mount Lemmon Survey         |
| 618085 - | 2006 UD367               | 16 ottobre 2006   | Spacewatch                  |
| 618086 - | 2006 UN367               | 19 settembre 2017 | Pan-STARRS 1                |
| 618087 - | 2006 UG368               | 11 gennaio 2008   | Mount Lemmon Survey         |
| 618088 - | 2006 UP368               | 27 ottobre 2006   | Spacewatch                  |
| 618089 - | 2006 UD369               | 12 ottobre 2006   | Spacewatch                  |
| 618090 - | 2006 UC370               | 11 ottobre 2006   | Mauna Kea                   |
| 618091 - | 2006 UZ372               | 22 ottobre 2006   | Spacewatch                  |
| 618092 - | 2006 UZ373               | 22 ottobre 2006   | Spacewatch                  |
| 618093 - | 2006 UO374               | 16 ottobre 2006   | CSS                         |
| 618094 - | 2006 UN375               | 21 maggio 2015    | Pan-STARRS 1                |
| 618095 - | 2006 UT385               | 23 ottobre 2006   | Spacewatch                  |
| 618096 - | 2006 UZ393               | 21 ottobre 2006   | Mount Lemmon Survey         |
| 618097 - | 2006 VE8                 | 10 novembre 2006  | Spacewatch                  |
| 618098 - | 2006 VO8                 | 11 novembre 2006  | Spacewatch                  |
| 618099 - | 2006 VW35                | 31 luglio 2005    | NEAT                        |
| 618100 - | 2006 VH73                | 11 novembre 2006  | Spacewatch                  |

## 618101-618200
| Nome            | Designazione provvisoria | Data di scoperta  | Scopritore          |
| --------------- | ------------------------ | ----------------- | ------------------- |
| 618101 -        | 2006 VA77                | 12 novembre 2006  | Mount Lemmon Survey |
| 618102 -        | 2006 VD108               | 4 ottobre 2006    | Mount Lemmon Survey |
| 618103 -        | 2006 VB124               | 14 novembre 2006  | Spacewatch          |
| 618104 -        | 2006 VR137               | 15 novembre 2006  | Spacewatch          |
| 618105 -        | 2006 VF145               | 15 novembre 2006  | CSS                 |
| 618106 -        | 2006 VL177               | 1º novembre 2006  | Mount Lemmon Survey |
| 618107 -        | 2006 VW177               | 15 novembre 2006  | Spacewatch          |
| 618108 -        | 2006 VD178               | 11 novembre 2006  | Spacewatch          |
| 618109 -        | 2006 VA179               | 15 marzo 2013     | Mount Lemmon Survey |
| 618110 -        | 2006 VU184               | 2 novembre 2006   | Bickel, W.          |
| 618111 -        | 2006 VY184               | 12 novembre 2006  | Mount Lemmon Survey |
| 618112 -        | 2006 WE8                 | 16 novembre 2006  | Mount Lemmon Survey |
| 618113 -        | 2006 WG9                 | 16 novembre 2006  | Spacewatch          |
| 618114 -        | 2006 WB17                | 17 novembre 2006  | Mount Lemmon Survey |
| 618115 -        | 2006 WA18                | 2 ottobre 2006    | Mount Lemmon Survey |
| 618116 -        | 2006 WH21                | 17 novembre 2006  | Mount Lemmon Survey |
| 618117 -        | 2006 WB25                | 17 novembre 2006  | Mount Lemmon Survey |
| 618118 -        | 2006 WZ28                | 21 ottobre 2006   | Mount Lemmon Survey |
| 618119 -        | 2006 WJ34                | 23 ottobre 2006   | Mount Lemmon Survey |
| 618120 -        | 2006 WV34                | 16 novembre 2006  | Spacewatch          |
| 618121 -        | 2006 WN47                | 16 novembre 2006  | Spacewatch          |
| 618122 -        | 2006 WB54                | 16 novembre 2006  | Spacewatch          |
| 618123 -        | 2006 WO65                | 17 novembre 2006  | Mount Lemmon Survey |
| 618124 -        | 2006 WG67                | 17 novembre 2006  | Mount Lemmon Survey |
| 618125 -        | 2006 WB77                | 18 novembre 2006  | Spacewatch          |
| 618126 -        | 2006 WG91                | 21 febbraio 2017  | Pan-STARRS 1        |
| 618127 -        | 2006 WH91                | 19 novembre 2006  | Spacewatch          |
| 618128 -        | 2006 WT100               | 30 settembre 2006 | Mount Lemmon Survey |
| 618129 -        | 2006 WK110               | 19 novembre 2006  | Spacewatch          |
| 618130 -        | 2006 WU113               | 20 novembre 2006  | Spacewatch          |
| 618131 -        | 2006 WP118               | 20 novembre 2006  | Mount Lemmon Survey |
| 618132 Verheyen | 2006 WS129               | 27 novembre 2006  | Peter De Cat        |
| 618133 -        | 2006 WP133               | 13 ottobre 2006   | Spacewatch          |
| 618134 -        | 2006 WM137               | 19 novembre 2006  | Spacewatch          |
| 618135 -        | 2006 WV144               | 23 ottobre 2006   | Mount Lemmon Survey |
| 618136 -        | 2006 WX146               | 20 novembre 2006  | Spacewatch          |
| 618137 -        | 2006 WC157               | 22 novembre 2006  | CSS                 |
| 618138 -        | 2006 WY175               | 23 novembre 2006  | Spacewatch          |
| 618139 -        | 2006 WH191               | 17 aprile 2013    | Pan-STARRS 1        |
| 618140 -        | 2006 WP199               | 24 novembre 2006  | Spacewatch          |
| 618141 -        | 2006 WH202               | 22 novembre 2006  | Spacewatch          |
| 618142 -        | 2006 WT208               | 17 novembre 2006  | Mount Lemmon Survey |
| 618143 -        | 2006 WX210               | 1º aprile 2008    | Spacewatch          |
| 618144 -        | 2006 WH214               | 27 dicembre 2011  | Mount Lemmon Survey |
| 618145 -        | 2006 WK217               | 20 maggio 2015    | Mount Lemmon Survey |
| 618146 -        | 2006 WP223               | 11 dicembre 2013  | Pan-STARRS 1        |
| 618147 -        | 2006 WC224               | 7 ottobre 2016    | Pan-STARRS 1        |
| 618148 -        | 2006 WA226               | 24 novembre 2006  | Mount Lemmon Survey |
| 618149 -        | 2006 WP228               | 19 gennaio 2012   | Mount Lemmon Survey |
| 618150 -        | 2006 WR228               | 26 gennaio 2011   | Spacewatch          |
| 618151 -        | 2006 WR233               | 16 novembre 2006  | Spacewatch          |
| 618152 -        | 2006 WU233               | 16 novembre 2006  | Spacewatch          |
| 618153 -        | 2006 XC3                 | 21 novembre 2006  | CSS                 |
| 618154 -        | 2006 XN30                | 13 dicembre 2006  | Mount Lemmon Survey |
| 618155 -        | 2006 XP59                | 14 dicembre 2006  | Spacewatch          |
| 618156 -        | 2006 XM72                | 15 dicembre 2006  | Spacewatch          |
| 618157 -        | 2006 XB75                | 15 dicembre 2006  | Spacewatch          |
| 618158 -        | 2006 XD75                | 31 ottobre 2010   | Mount Lemmon Survey |
| 618159 -        | 2006 XC77                | 12 maggio 2016    | Pan-STARRS 1        |
| 618160 -        | 2006 XF78                | 1º dicembre 2006  | Mount Lemmon Survey |
| 618161 -        | 2006 YN4                 | 16 dicembre 2006  | Mount Lemmon Survey |
| 618162 -        | 2006 YX13                | 22 dicembre 2006  | Bickel, W.          |
| 618163 -        | 2006 YE20                | 13 marzo 2003     | Spacewatch          |
| 618164 -        | 2006 YA22                | 21 dicembre 2006  | Spacewatch          |
| 618165 -        | 2006 YT27                | 21 dicembre 2006  | Spacewatch          |
| 618166 -        | 2006 YL45                | 21 dicembre 2006  | Spacewatch          |
| 618167 -        | 2006 YG58                | 15 dicembre 2006  | Spacewatch          |
| 618168 -        | 2006 YY58                | 2 ottobre 2011    | Sarneczky, K.       |
| 618169 -        | 2006 YX61                | 24 dicembre 2006  | Spacewatch          |
| 618170 -        | 2006 YY65                | 14 ottobre 2010   | Mount Lemmon Survey |
| 618171 -        | 2007 AO1                 | 9 gennaio 2007    | Spacewatch          |
| 618172 -        | 2007 AZ32                | 10 gennaio 2007   | Mount Lemmon Survey |
| 618173 -        | 2007 AO35                | 10 gennaio 2007   | Mount Lemmon Survey |
| 618174 -        | 2007 BM1                 | 16 gennaio 2007   | CSS                 |
| 618175 -        | 2007 BE16                | 17 gennaio 2007   | Spacewatch          |
| 618176 -        | 2007 BA37                | 8 gennaio 2007    | Mount Lemmon Survey |
| 618177 -        | 2007 BQ39                | 24 gennaio 2007   | Mount Lemmon Survey |
| 618178 -        | 2007 BW49                | 27 gennaio 2007   | Mount Lemmon Survey |
| 618179 -        | 2007 BX50                | 24 gennaio 2007   | Spacewatch          |
| 618180 -        | 2007 BK51                | 24 gennaio 2007   | Spacewatch          |
| 618181 -        | 2007 BA59                | 17 gennaio 2007   | Spacewatch          |
| 618182 -        | 2007 BU59                | 27 dicembre 2006  | Mount Lemmon Survey |
| 618183 -        | 2007 BN78                | 25 gennaio 2007   | Spacewatch          |
| 618184 -        | 2007 BL80                | 17 gennaio 2007   | Spacewatch          |
| 618185 -        | 2007 BU84                | 19 gennaio 2007   | Mauna Kea           |
| 618186 -        | 2007 BM89                | 19 gennaio 2007   | Mauna Kea           |
| 618187 -        | 2007 BU90                | 19 gennaio 2007   | Mauna Kea           |
| 618188 -        | 2007 BU99                | 24 gennaio 2007   | Mount Lemmon Survey |
| 618189 -        | 2007 BE103               | 28 gennaio 2007   | Mount Lemmon Survey |
| 618190 -        | 2007 BR105               | 29 gennaio 2007   | Spacewatch          |
| 618191 -        | 2007 BZ107               | 10 gennaio 2007   | Spacewatch          |
| 618192 -        | 2007 BZ108               | 10 dicembre 2015  | Mount Lemmon Survey |
| 618193 -        | 2007 BA111               | 10 gennaio 2007   | Spacewatch          |
| 618194 -        | 2007 BO111               | 14 marzo 2011     | Mount Lemmon Survey |
| 618195 -        | 2007 BX111               | 29 gennaio 2007   | Spacewatch          |
| 618196 -        | 2007 BK113               | 2 luglio 2008     | Spacewatch          |
| 618197 -        | 2007 BL114               | 25 gennaio 2007   | Spacewatch          |
| 618198 -        | 2007 BS114               | 27 gennaio 2007   | Mount Lemmon Survey |
| 618199 -        | 2007 BV114               | 26 gennaio 2007   | Spacewatch          |
| 618200 -        | 2007 BE115               | 27 gennaio 2007   | Spacewatch          |

## 618201-618300
| Nome     | Designazione provvisoria | Data di scoperta  | Scopritore          |
| -------- | ------------------------ | ----------------- | ------------------- |
| 618201 - | 2007 BN117               | 29 gennaio 2007   | Spacewatch          |
| 618202 - | 2007 CN                  | 21 novembre 2006  | Mount Lemmon Survey |
| 618203 - | 2007 CL10                | 25 gennaio 2007   | Spacewatch          |
| 618204 - | 2007 CH18                | 8 febbraio 2007   | Mount Lemmon Survey |
| 618205 - | 2007 CE20                | 15 gennaio 2007   | CSS                 |
| 618206 - | 2007 CX36                | 27 gennaio 2007   | Spacewatch          |
| 618207 - | 2007 CB42                | 13 ottobre 2001   | NEAT                |
| 618208 - | 2007 CX82                | 7 giugno 2016     | Pan-STARRS 1        |
| 618209 - | 2007 CJ83                | 21 gennaio 2014   | Spacewatch          |
| 618210 - | 2007 CU83                | 13 febbraio 2007  | Mount Lemmon Survey |
| 618211 - | 2007 DD6                 | 17 febbraio 2007  | Spacewatch          |
| 618212 - | 2007 DH7                 | 17 febbraio 2007  | Spacewatch          |
| 618213 - | 2007 DC14                | 6 febbraio 2007   | Mount Lemmon Survey |
| 618214 - | 2007 DL56                | 21 febbraio 2007  | Mount Lemmon Survey |
| 618215 - | 2007 DO62                | 21 febbraio 2007  | Spacewatch          |
| 618216 - | 2007 DU75                | 21 febbraio 2007  | Spacewatch          |
| 618217 - | 2007 DH80                | 23 febbraio 2007  | Mount Lemmon Survey |
| 618218 - | 2007 DV83                | 25 febbraio 2007  | LONEOS              |
| 618219 - | 2007 DR120               | 12 aprile 2012    | Pan-STARRS 1        |
| 618220 - | 2007 DM121               | 25 febbraio 2007  | Spacewatch          |
| 618221 - | 2007 DH122               | 4 ottobre 2014    | Mount Lemmon Survey |
| 618222 - | 2007 DK122               | 17 febbraio 2007  | Spacewatch          |
| 618223 - | 2007 DV123               | 23 febbraio 2007  | Spacewatch          |
| 618224 - | 2007 DT128               | 21 febbraio 2007  | Spacewatch          |
| 618225 - | 2007 DM129               | 21 febbraio 2007  | Mount Lemmon Survey |
| 618226 - | 2007 DY129               | 23 febbraio 2007  | Mount Lemmon Survey |
| 618227 - | 2007 DH130               | 25 febbraio 2007  | Mount Lemmon Survey |
| 618228 - | 2007 DK130               | 23 febbraio 2007  | Mount Lemmon Survey |
| 618229 - | 2007 DU130               | 21 febbraio 2007  | Mount Lemmon Survey |
| 618230 - | 2007 EW46                | 9 marzo 2007      | Mount Lemmon Survey |
| 618231 - | 2007 EJ61                | 10 marzo 2007     | Spacewatch          |
| 618232 - | 2007 EO80                | 27 gennaio 2007   | Mount Lemmon Survey |
| 618233 - | 2007 EN85                | 12 marzo 2007     | Mount Lemmon Survey |
| 618234 - | 2007 EW96                | 10 marzo 2007     | Mount Lemmon Survey |
| 618235 - | 2007 EF129               | 9 marzo 2007      | Mount Lemmon Survey |
| 618236 - | 2007 EA130               | 9 marzo 2007      | Mount Lemmon Survey |
| 618237 - | 2007 EW150               | 26 febbraio 2007  | Mount Lemmon Survey |
| 618238 - | 2007 EP178               | 14 marzo 2007     | Spacewatch          |
| 618239 - | 2007 EF179               | 14 marzo 2007     | Spacewatch          |
| 618240 - | 2007 EE184               | 12 marzo 2007     | Mount Lemmon Survey |
| 618241 - | 2007 EG201               | 13 marzo 2007     | Mauna Kea           |
| 618242 - | 2007 EY216               | 6 febbraio 2007   | Spacewatch          |
| 618243 - | 2007 EG226               | 14 marzo 2007     | Mount Lemmon Survey |
| 618244 - | 2007 EZ226               | 11 marzo 2007     | Mount Lemmon Survey |
| 618245 - | 2007 EJ228               | 23 settembre 2008 | Mount Lemmon Survey |
| 618246 - | 2007 EN228               | 17 settembre 2009 | Spacewatch          |
| 618247 - | 2007 EW229               | 9 marzo 2007      | Mount Lemmon Survey |
| 618248 - | 2007 EU232               | 27 dicembre 2006  | Mount Lemmon Survey |
| 618249 - | 2007 EX232               | 6 settembre 2008  | Spacewatch          |
| 618250 - | 2007 EQ234               | 10 marzo 2007     | Mount Lemmon Survey |
| 618251 - | 2007 EK235               | 3 settembre 2013  | Pan-STARRS 1        |
| 618252 - | 2007 EE236               | 11 marzo 2007     | Spacewatch          |
| 618253 - | 2007 EO238               | 12 marzo 2007     | Spacewatch          |
| 618254 - | 2007 ER238               | 9 marzo 2007      | Spacewatch          |
| 618255 - | 2007 EX240               | 11 marzo 2007     | Mount Lemmon Survey |
| 618256 - | 2007 FW13                | 12 marzo 2007     | CSS                 |
| 618257 - | 2007 FB47                | 20 marzo 2007     | Mount Lemmon Survey |
| 618258 - | 2007 FT61                | 26 marzo 2007     | Mount Lemmon Survey |
| 618259 - | 2007 FX61                | 26 marzo 2007     | Spacewatch          |
| 618260 - | 2007 GA11                | 25 febbraio 2007  | Mount Lemmon Survey |
| 618261 - | 2007 GG26                | 14 aprile 2007    | Mount Lemmon Survey |
| 618262 - | 2007 GU35                | 13 marzo 2007     | Mount Lemmon Survey |
| 618263 - | 2007 GA44                | 14 aprile 2007    | Mount Lemmon Survey |
| 618264 - | 2007 GZ45                | 14 aprile 2007    | Spacewatch          |
| 618265 - | 2007 GD55                | 15 aprile 2007    | Spacewatch          |
| 618266 - | 2007 GK56                | 15 aprile 2007    | Spacewatch          |
| 618267 - | 2007 GX56                | 15 aprile 2007    | Spacewatch          |
| 618268 - | 2007 GM61                | 15 aprile 2007    | Spacewatch          |
| 618269 - | 2007 GS64                | 15 aprile 2007    | Spacewatch          |
| 618270 - | 2007 GA69                | 15 aprile 2007    | Mount Lemmon Survey |
| 618271 - | 2007 GJ78                | 6 settembre 2008  | Mount Lemmon Survey |
| 618272 - | 2007 GK78                | 25 ottobre 2016   | Pan-STARRS 1        |
| 618273 - | 2007 GQ79                | 21 aprile 2018    | Mount Lemmon Survey |
| 618274 - | 2007 HV2                 | 26 marzo 2007     | Mount Lemmon Survey |
| 618275 - | 2007 HY5                 | 26 marzo 2007     | Mount Lemmon Survey |
| 618276 - | 2007 HK10                | 10 marzo 2007     | Mount Lemmon Survey |
| 618277 - | 2007 HM11                | 18 aprile 2007    | Mount Lemmon Survey |
| 618278 - | 2007 HX16                | 23 agosto 2004    | Spacewatch          |
| 618279 - | 2007 HF17                | 16 aprile 2007    | CSS                 |
| 618280 - | 2007 HZ29                | 15 marzo 2007     | Spacewatch          |
| 618281 - | 2007 HM41                | 20 aprile 2007    | Spacewatch          |
| 618282 - | 2007 HU44                | 26 marzo 2007     | Mount Lemmon Survey |
| 618283 - | 2007 HO69                | 25 marzo 2007     | Mount Lemmon Survey |
| 618284 - | 2007 HV74                | 22 aprile 2007    | Mount Lemmon Survey |
| 618285 - | 2007 HN77                | 23 aprile 2007    | Spacewatch          |
| 618286 - | 2007 HK89                | 23 aprile 2007    | CSS                 |
| 618287 - | 2007 HG93                | 10 ottobre 2015   | Pan-STARRS 1        |
| 618288 - | 2007 HS100               | 26 aprile 2007    | Mount Lemmon Survey |
| 618289 - | 2007 HJ101               | 17 settembre 2012 | Mount Lemmon Survey |
| 618290 - | 2007 HC104               | 22 aprile 2007    | Spacewatch          |
| 618291 - | 2007 HF104               | 9 novembre 2008   | Spacewatch          |
| 618292 - | 2007 HY104               | 7 ottobre 2008    | Mount Lemmon Survey |
| 618293 - | 2007 HE106               | 26 febbraio 2011  | Mount Lemmon Survey |
| 618294 - | 2007 HC107               | 28 febbraio 2014  | Pan-STARRS 1        |
| 618295 - | 2007 HQ107               | 15 settembre 2012 | Mount Lemmon Survey |
| 618296 - | 2007 HN108               | 29 gennaio 2014   | Spacewatch          |
| 618297 - | 2007 HH112               | 22 aprile 2007    | Mount Lemmon Survey |
| 618298 - | 2007 HY112               | 16 aprile 2007    | Mount Lemmon Survey |
| 618299 - | 2007 HT114               | 23 aprile 2007    | Mount Lemmon Survey |
| 618300 - | 2007 JQ31                | 12 maggio 2007    | Mount Lemmon Survey |

## 618301-618400
| Nome                | Designazione provvisoria | Data di scoperta  | Scopritore                    |
| ------------------- | ------------------------ | ----------------- | ----------------------------- |
| 618301 -            | 2007 JF34                | 9 maggio 2007     | Mount Lemmon Survey           |
| 618302 -            | 2007 JN36                | 23 gennaio 2006   | Spacewatch                    |
| 618303 -            | 2007 JK51                | 9 maggio 2007     | Mount Lemmon Survey           |
| 618304 -            | 2007 KG6                 | 24 maggio 2007    | Mount Lemmon Survey           |
| 618305 -            | 2007 KQ11                | 25 maggio 2007    | Mount Lemmon Survey           |
| 618306 -            | 2007 LL1                 | 11 giugno 2007    | Gilmore, A. C.                |
| 618307 -            | 2007 LX13                | 11 maggio 2007    | Mount Lemmon Survey           |
| 618308 -            | 2007 LQ22                | 13 giugno 2007    | Spacewatch                    |
| 618309 -            | 2007 LJ27                | 10 maggio 2007    | Mount Lemmon Survey           |
| 618310 -            | 2007 LT35                | 12 maggio 2007    | Spacewatch                    |
| 618311 -            | 2007 MK5                 | 22 maggio 2003    | Spacewatch                    |
| 618312 -            | 2007 MZ21                | 22 giugno 2007    | Spacewatch                    |
| 618313 -            | 2007 MV23                | 7 febbraio 2006   | CSS                           |
| 618314 -            | 2007 MD24                | 20 giugno 2007    | OAM Observatory               |
| 618315 -            | 2007 MA26                | 24 giugno 2007    | Spacewatch                    |
| 618316 -            | 2007 PZ2                 | 8 agosto 2007     | LINEAR                        |
| 618317 -            | 2007 PD46                | 13 agosto 2007    | PMO NEO Survey Program        |
| 618318 -            | 2007 QX4                 | 31 agosto 2007    | Sarneczky, K., Kiss, L.       |
| 618319 -            | 2007 QN15                | 24 agosto 2007    | Spacewatch                    |
| 618320 -            | 2007 RJ8                 | 10 agosto 2007    | Spacewatch                    |
| 618321 -            | 2007 RS42                | 9 settembre 2007  | Spacewatch                    |
| 618322 -            | 2007 RS54                | 9 settembre 2007  | Spacewatch                    |
| 618323 -            | 2007 RU67                | 10 settembre 2007 | Spacewatch                    |
| 618324 -            | 2007 RX69                | 10 agosto 2007    | Spacewatch                    |
| 618325 -            | 2007 RP76                | 10 marzo 2005     | Buie, M. W., Wasserman, L. H. |
| 618326 -            | 2007 RX78                | 10 settembre 2007 | Mount Lemmon Survey           |
| 618327 -            | 2007 RD79                | 10 settembre 2007 | Mount Lemmon Survey           |
| 618328 -            | 2007 RD83                | 10 agosto 2007    | Spacewatch                    |
| 618329 -            | 2007 RK107               | 11 settembre 2007 | Mount Lemmon Survey           |
| 618330 -            | 2007 RK158               | 16 agosto 2007    | PMO NEO Survey Program        |
| 618331 -            | 2007 RZ188               | 10 settembre 2007 | CSS                           |
| 618332 -            | 2007 RB194               | 12 settembre 2007 | Spacewatch                    |
| 618333 -            | 2007 RP215               | 12 settembre 2007 | Spacewatch                    |
| 618334 -            | 2007 RB236               | 13 settembre 2007 | Mount Lemmon Survey           |
| 618335 -            | 2007 RU250               | 13 settembre 2007 | Spacewatch                    |
| 618336 -            | 2007 RU259               | 14 settembre 2007 | Spacewatch                    |
| 618337 -            | 2007 RB260               | 10 settembre 2007 | Spacewatch                    |
| 618338 -            | 2007 RC260               | 14 settembre 2007 | Spacewatch                    |
| 618339 -            | 2007 RF262               | 14 settembre 2007 | Spacewatch                    |
| 618340 -            | 2007 RK272               | 12 aprile 2005    | Kitt Peak                     |
| 618341 -            | 2007 RZ296               | 9 settembre 2007  | Mount Lemmon Survey           |
| 618342 -            | 2007 RZ333               | 11 settembre 2007 | Mount Lemmon Survey           |
| 618343 -            | 2007 RP342               | 13 settembre 2007 | Spacewatch                    |
| 618344 -            | 2007 RC347               | 29 luglio 2017    | Pan-STARRS 1                  |
| 618345 -            | 2007 RD347               | 18 gennaio 2009   | Spacewatch                    |
| 618346 -            | 2007 RE353               | 10 settembre 2007 | Spacewatch                    |
| 618347 -            | 2007 RQ354               | 8 settembre 2007  | LONEOS                        |
| (618348) 2016 PN    | 2016 PN                  | 2 agosto 2016     | ATLAS                         |
| 618349 Williekoorts | 2017 SB17                | 25 settembre 2017 | ATLAS                         |
| 618350 -            | 2021 PS2                 | 7 agosto 2021     | ATLAS                         |
| 618351 -            | 1994 WZ5                 | 28 novembre 1994  | Spacewatch                    |
| 618352 -            | 1995 OG12                | 22 luglio 1995    | Spacewatch                    |
| 618353 -            | 1995 SL16                | 18 settembre 1995 | Spacewatch                    |
| 618354 -            | 1995 SM26                | 19 settembre 1995 | Spacewatch                    |
| 618355 -            | 1995 SO51                | 26 settembre 1995 | Spacewatch                    |
| 618356 -            | 1995 TM4                 | 15 ottobre 1995   | Spacewatch                    |
| 618357 -            | 1995 US40                | 23 ottobre 1995   | Spacewatch                    |
| 618358 -            | 1995 UU69                | 19 ottobre 1995   | Spacewatch                    |
| 618359 -            | 1995 WE30                | 19 novembre 1995  | Spacewatch                    |
| 618360 -            | 1995 WQ44                | 24 settembre 2011 | Pan-STARRS 1                  |
| 618361 -            | 1996 AZ7                 | 12 gennaio 1996   | Spacewatch                    |
| 618362 -            | 1996 FV9                 | 20 marzo 1996     | Spacewatch                    |
| 618363 -            | 1996 RH34                | 16 luglio 2013    | Pan-STARRS 1                  |
| 618364 -            | 1996 TU69                | 19 dicembre 2004  | Mount Lemmon Survey           |
| 618365 -            | 1996 VB20                | 8 novembre 1996   | Spacewatch                    |
| 618366 -            | 1996 VQ22                | 9 novembre 1996   | Spacewatch                    |
| 618367 -            | 1996 XN16                | 4 dicembre 1996   | Spacewatch                    |
| 618368 -            | 1997 BG6                 | 31 gennaio 1997   | Spacewatch                    |
| 618369 -            | 1997 CA31                | 17 gennaio 2013   | Spacewatch                    |
| 618370 -            | 1997 TJ9                 | 2 ottobre 1997    | Spacewatch                    |
| 618371 -            | 1997 UG12                | 23 ottobre 1997   | Spacewatch                    |
| 618372 -            | 1997 UO12                | 23 ottobre 1997   | Spacewatch                    |
| 618373 -            | 1997 WT56                | 23 novembre 1997  | Spacewatch                    |
| 618374 -            | 1998 DU8                 | 23 febbraio 1998  | Spacewatch                    |
| 618375 -            | 1998 HB25                | 18 aprile 1998    | Spacewatch                    |
| 618376 -            | 1998 SG180               | 12 luglio 2015    | Pan-STARRS 1                  |
| 618377 -            | 1998 UK2                 | 15 ottobre 1998   | Spacewatch                    |
| 618378 -            | 1998 UP13                | 23 ottobre 1998   | Spacewatch                    |
| 618379 -            | 1998 VJ57                | 13 settembre 2012 | Mount Lemmon Survey           |
| 618380 -            | 1998 XR19                | 10 dicembre 1998  | Spacewatch                    |
| 618381 -            | 1998 YA34                | 10 agosto 2012    | Spacewatch                    |
| 618382 -            | 1999 AW26                | 9 gennaio 1999    | Spacewatch                    |
| 618383 -            | 1999 AA34                | 15 gennaio 1999   | Spacewatch                    |
| 618384 -            | 1999 AZ39                | 10 gennaio 1999   | Spacewatch                    |
| 618385 -            | 1999 CH160               | 10 novembre 2006  | Spacewatch                    |
| 618386 -            | 1999 EE14                | 10 marzo 1999     | Spacewatch                    |
| 618387 -            | 1999 FB98                | 20 ottobre 2012   | Pan-STARRS 1                  |
| 618388 -            | 1999 FK99                | 26 novembre 2012  | Mount Lemmon Survey           |
| 618389 -            | 1999 RE250               | 7 settembre 1999  | Spacewatch                    |
| 618390 -            | 1999 RW250               | 5 settembre 1999  | Spacewatch                    |
| 618391 -            | 1999 RQ260               | 28 settembre 2003 | Spacewatch                    |
| 618392 -            | 1999 ST20                | 30 settembre 1999 | Spacewatch                    |
| 618393 -            | 1999 SF29                | 18 settembre 2003 | Spacewatch                    |
| 618394 -            | 1999 TR52                | 5 ottobre 1999    | Spacewatch                    |
| 618395 -            | 1999 TJ58                | 6 ottobre 1999    | Spacewatch                    |
| 618396 -            | 1999 TM69                | 9 ottobre 1999    | Spacewatch                    |
| 618397 -            | 1999 TD277               | 6 ottobre 1999    | LINEAR                        |
| 618398 -            | 1999 TR298               | 2 ottobre 1999    | Spacewatch                    |
| 618399 -            | 1999 TE305               | 14 settembre 1994 | Spacewatch                    |
| 618400 -            | 1999 TV338               | 1º marzo 2008     | Spacewatch                    |

## 618401-618500
| Nome     | Designazione provvisoria | Data di scoperta  | Scopritore                      |
| -------- | ------------------------ | ----------------- | ------------------------------- |
| 618401 - | 1999 TD340               | 21 ottobre 2016   | Mount Lemmon Survey             |
| 618402 - | 1999 TG341               | 31 agosto 2017    | Mount Lemmon Survey             |
| 618403 - | 1999 VX214               | 1º novembre 1999  | Spacewatch                      |
| 618404 - | 1999 WD22                | 17 novembre 1999  | Spacewatch                      |
| 618405 - | 1999 XN266               | 23 settembre 2008 | Spacewatch                      |
| 618406 - | 1999 YP23                | 16 dicembre 1999  | Spacewatch                      |
| 618407 - | 1999 YY29                | 27 maggio 2006    | CSS                             |
| 618408 - | 2000 AL223               | 9 gennaio 2000    | Spacewatch                      |
| 618409 - | 2000 CA127               | 1º febbraio 2000  | Spacewatch                      |
| 618410 - | 2000 CU138               | 5 febbraio 2000   | Spacewatch                      |
| 618411 - | 2000 CP139               | 3 febbraio 2000   | Spacewatch                      |
| 618412 - | 2000 CO153               | 25 agosto 2012    | Mount Lemmon Survey             |
| 618413 - | 2000 CF155               | 26 gennaio 2012   | Mount Lemmon Survey             |
| 618414 - | 2000 ES15                | 3 marzo 2000      | Spacewatch                      |
| 618415 - | 2000 ET160               | 28 gennaio 2000   | Spacewatch                      |
| 618416 - | 2000 EM209               | 22 agosto 2014    | Pan-STARRS 1                    |
| 618417 - | 2000 EE210               | 27 febbraio 2008  | Mount Lemmon Survey             |
| 618418 - | 2000 GD118               | 2 aprile 2000     | Spacewatch                      |
| 618419 - | 2000 GU129               | 5 aprile 2000     | Spacewatch                      |
| 618420 - | 2000 HJ99                | 25 aprile 2000    | Spacewatch                      |
| 618421 - | 2000 KG84                | 24 maggio 2000    | Veillet, C.                     |
| 618422 - | 2000 LO29                | 4 giugno 2000     | AMOS                            |
| 618423 - | 2000 OO8                 | 23 luglio 2000    | LINEAR                          |
| 618424 - | 2000 OC70                | 28 luglio 2011    | Pan-STARRS 1                    |
| 618425 - | 2000 OL70                | 4 dicembre 2005   | Spacewatch                      |
| 618426 - | 2000 OP71                | 31 agosto 2011    | Pan-STARRS 1                    |
| 618427 - | 2000 OK72                | 10 gennaio 2007   | Spacewatch                      |
| 618428 - | 2000 OG73                | 19 novembre 2008  | Mount Lemmon Survey             |
| 618429 - | 2000 PR33                | 9 febbraio 2016   | Pan-STARRS 1                    |
| 618430 - | 2000 QK241               | 26 agosto 2000    | Millis, R. L., Wasserman, L. H. |
| 618431 - | 2000 QL257               | 28 agosto 2000    | Millis, R. L., Wasserman, L. H. |
| 618432 - | 2000 QF258               | 26 agosto 2012    | Pan-STARRS 1                    |
| 618433 - | 2000 QT258               | 4 ottobre 2013    | Mount Lemmon Survey             |
| 618434 - | 2000 QV260               | 25 agosto 2000    | Millis, R. L., Wasserman, L. H. |
| 618435 - | 2000 RB109               | 19 ottobre 2006   | Mount Lemmon Survey             |
| 618436 - | 2000 RE109               | 2 febbraio 2008   | Mount Lemmon Survey             |
| 618437 - | 2000 RT109               | 15 ottobre 2004   | Spacewatch                      |
| 618438 - | 2000 RC110               | 17 novembre 2014  | Mount Lemmon Survey             |
| 618439 - | 2000 RN111               | 30 dicembre 2013  | Mount Lemmon Survey             |
| 618440 - | 2000 RQ112               | 15 luglio 2013    | Pan-STARRS 1                    |
| 618441 - | 2000 SS377               | 18 dicembre 2007  | Mount Lemmon Survey             |
| 618442 - | 2000 SB379               | 13 marzo 2010     | Spacewatch                      |
| 618443 - | 2000 SE379               | 9 gennaio 2014    | CSS                             |
| 618444 - | 2000 SK382               | 1º aprile 2008    | Spacewatch                      |
| 618445 - | 2000 SE383               | 28 febbraio 2008  | Spacewatch                      |
| 618446 - | 2000 SZ384               | 14 ottobre 2017   | Mount Lemmon Survey             |
| 618447 - | 2000 TW59                | 2 ottobre 2000    | LINEAR                          |
| 618448 - | 2000 TS75                | 30 settembre 2006 | CSS                             |
| 618449 - | 2000 TC79                | 12 marzo 2007     | Spacewatch                      |
| 618450 - | 2000 TB80                | 21 settembre 2011 | Mount Lemmon Survey             |
| 618451 - | 2000 TD80                | 18 settembre 2009 | Spacewatch                      |
| 618452 - | 2000 TE80                | 7 agosto 2016     | Pan-STARRS 1                    |
| 618453 - | 2000 WW198               | 22 novembre 2006  | Spacewatch                      |
| 618454 - | 2000 WX198               | 11 luglio 2016    | Pan-STARRS 1                    |
| 618455 - | 2000 WP199               | 8 febbraio 2008   | Spacewatch                      |
| 618456 - | 2000 WA200               | 13 febbraio 2008  | Spacewatch                      |
| 618457 - | 2000 WC200               | 29 settembre 2017 | Pan-STARRS 1                    |
| 618458 - | 2000 WQ201               | 17 novembre 2011  | Spacewatch                      |
| 618459 - | 2000 WX204               | 10 dicembre 2006  | Spacewatch                      |
| 618460 - | 2000 XS55                | 11 aprile 2003    | Spacewatch                      |
| 618461 - | 2000 YO146               | 19 gennaio 2005   | Spacewatch                      |
| 618462 - | 2000 YP146               | 18 gennaio 2015   | Pan-STARRS 1                    |
| 618463 - | 2001 BG84                | 22 ottobre 2006   | Mount Lemmon Survey             |
| 618464 - | 2001 DE111               | 16 febbraio 2015  | Pan-STARRS 1                    |
| 618465 - | 2001 DL112               | 22 settembre 2003 | Spacewatch                      |
| 618466 - | 2001 FN200               | 18 ottobre 2008   | Spacewatch                      |
| 618467 - | 2001 FG235               | 25 marzo 2001     | Buie, M. W., Kern, S. D.        |
| 618468 - | 2001 FH244               | 24 marzo 2006     | Mount Lemmon Survey             |
| 618469 - | 2001 FD246               | 1º ottobre 2003   | LONEOS                          |
| 618470 - | 2001 FA248               | 2 agosto 2016     | Pan-STARRS 1                    |
| 618471 - | 2001 JN11                | 7 aprile 2006     | Spacewatch                      |
| 618472 - | 2001 KU77                | 20 settembre 2009 | Mount Lemmon Survey             |
| 618473 - | 2001 KR79                | 30 novembre 2003  | Spacewatch                      |
| 618474 - | 2001 KY79                | 14 dicembre 2010  | Mount Lemmon Survey             |
| 618475 - | 2001 KM80                | 27 ottobre 2008   | Spacewatch                      |
| 618476 - | 2001 KO81                | 10 agosto 2007    | Spacewatch                      |
| 618477 - | 2001 KJ82                | 21 maggio 2001    | Elliot, J. L., Wasserman, L. H. |
| 618478 - | 2001 KV88                | 31 gennaio 2016   | Mount Lemmon Survey             |
| 618479 - | 2001 OO29                | 27 giugno 2001    | NEAT                            |
| 618480 - | 2001 OO41                | 21 luglio 2001    | NEAT                            |
| 618481 - | 2001 OK69                | 19 luglio 2001    | NEAT                            |
| 618482 - | 2001 PO10                | 30 giugno 2001    | NEAT                            |
| 618483 - | 2001 PV67                | 12 aprile 2013    | Pan-STARRS 1                    |
| 618484 - | 2001 QR87                | 14 agosto 2001    | AMOS                            |
| 618485 - | 2001 QL89                | 16 agosto 2001    | NEAT                            |
| 618486 - | 2001 QE111               | 23 agosto 2001    | LINEAR                          |
| 618487 - | 2001 QJ141               | 25 luglio 2001    | AMOS                            |
| 618488 - | 2001 QW276               | 19 agosto 2001    | LINEAR                          |
| 618489 - | 2001 QR307               | 19 agosto 2001    | Cerro Tololo                    |
| 618490 - | 2001 QG309               | 19 agosto 2001    | Cerro Tololo                    |
| 618491 - | 2001 QW336               | 8 giugno 2016     | Pan-STARRS 1                    |
| 618492 - | 2001 QE337               | 24 agosto 2001    | Spacewatch                      |
| 618493 - | 2001 RT112               | 27 agosto 2001    | Spacewatch                      |
| 618494 - | 2001 RL157               | 22 novembre 2014  | Pan-STARRS 1                    |
| 618495 - | 2001 RU157               | 19 febbraio 2014  | Spacewatch                      |
| 618496 - | 2001 SB93                | 20 settembre 2001 | LINEAR                          |
| 618497 - | 2001 SX98                | 20 settembre 2001 | LINEAR                          |
| 618498 - | 2001 SG99                | 20 settembre 2001 | LINEAR                          |
| 618499 - | 2001 SP201               | 19 settembre 2001 | LINEAR                          |
| 618500 - | 2001 SO203               | 19 settembre 2001 | LINEAR                          |

## 618501-618600
| Nome     | Designazione provvisoria | Data di scoperta  | Scopritore          |
| -------- | ------------------------ | ----------------- | ------------------- |
| 618501 - | 2001 SL275               | 21 settembre 2001 | Spacewatch          |
| 618502 - | 2001 SG299               | 20 settembre 2001 | LINEAR              |
| 618503 - | 2001 SH303               | 20 settembre 2001 | LINEAR              |
| 618504 - | 2001 SB309               | 22 settembre 2001 | LINEAR              |
| 618505 - | 2001 SA329               | 19 settembre 2001 | LINEAR              |
| 618506 - | 2001 SF354               | 18 settembre 2001 | SDSS Collaboration  |
| 618507 - | 2001 SP357               | 9 ottobre 2008    | Spacewatch          |
| 618508 - | 2001 SX358               | 7 novembre 2010   | Holmes, R.          |
| 618509 - | 2001 SZ361               | 22 novembre 2014  | Pan-STARRS 1        |
| 618510 - | 2001 SY363               | 25 dicembre 2010  | Mount Lemmon Survey |
| 618511 - | 2001 TO89                | 14 ottobre 2001   | LINEAR              |
| 618512 - | 2001 TO140               | 10 ottobre 2001   | NEAT                |
| 618513 - | 2001 TW142               | 10 ottobre 2001   | NEAT                |
| 618514 - | 2001 TM167               | 15 ottobre 2001   | LINEAR              |
| 618515 - | 2001 TY173               | 28 settembre 2001 | NEAT                |
| 618516 - | 2001 TP177               | 14 ottobre 2001   | LINEAR              |
| 618517 - | 2001 TX183               | 14 ottobre 2001   | LINEAR              |
| 618518 - | 2001 TJ185               | 14 ottobre 2001   | LINEAR              |
| 618519 - | 2001 TX206               | 11 ottobre 2001   | NEAT                |
| 618520 - | 2001 TH260               | 14 ottobre 2001   | SDSS Collaboration  |
| 618521 - | 2001 TC263               | 20 novembre 2008  | Spacewatch          |
| 618522 - | 2001 TL263               | 10 febbraio 2014  | Pan-STARRS 1        |
| 618523 - | 2001 TA264               | 22 febbraio 2009  | Spacewatch          |
| 618524 - | 2001 TY264               | 5 novembre 2007   | Mount Lemmon Survey |
| 618525 - | 2001 TK265               | 17 marzo 2015     | Pan-STARRS 1        |
| 618526 - | 2001 TW265               | 14 ottobre 2001   | SDSS Collaboration  |
| 618527 - | 2001 TB266               | 30 luglio 2017    | Pan-STARRS 1        |
| 618528 - | 2001 TJ266               | 13 ottobre 2001   | Spacewatch          |
| 618529 - | 2001 TL267               | 24 luglio 2015    | Pan-STARRS 1        |
| 618530 - | 2001 TM268               | 12 gennaio 2015   | Pan-STARRS 1        |
| 618531 - | 2001 TJ269               | 15 ottobre 2001   | NEAT                |
| 618532 - | 2001 TK269               | 10 ottobre 2001   | Spacewatch          |
| 618533 - | 2001 TW269               | 14 ottobre 2001   | SDSS Collaboration  |
| 618534 - | 2001 UB38                | 14 ottobre 2001   | Spacewatch          |
| 618535 - | 2001 US63                | 18 ottobre 2001   | LINEAR              |
| 618536 - | 2001 UN90                | 11 ottobre 2001   | Spacewatch          |
| 618537 - | 2001 UC133               | 17 ottobre 2001   | LINEAR              |
| 618538 - | 2001 UL138               | 23 ottobre 2001   | LINEAR              |
| 618539 - | 2001 UF176               | 25 ottobre 2001   | Spacewatch          |
| 618540 - | 2001 UZ176               | 15 ottobre 2001   | Spacewatch          |
| 618541 - | 2001 UV199               | 21 ottobre 2001   | LINEAR              |
| 618542 - | 2001 UU200               | 21 ottobre 2001   | LINEAR              |
| 618543 - | 2001 UL224               | 1º febbraio 2003  | NEAT                |
| 618544 - | 2001 UJ232               | 9 novembre 2013   | Pan-STARRS 1        |
| 618545 - | 2001 UZ235               | 21 ottobre 2001   | Spacewatch          |
| 618546 - | 2001 UX236               | 30 luglio 2017    | Pan-STARRS 1        |
| 618547 - | 2001 UA238               | 17 ottobre 2001   | Spacewatch          |
| 618548 - | 2001 UJ239               | 3 ottobre 2013    | Pan-STARRS 1        |
| 618549 - | 2001 VD                  | 23 ottobre 2001   | NEAT                |
| 618550 - | 2001 WA4                 | 17 novembre 2001  | Spacewatch          |
| 618551 - | 2001 WF13                | 17 novembre 2001  | LINEAR              |
| 618552 - | 2001 WN46                | 19 novembre 2001  | LINEAR              |
| 618553 - | 2001 WR74                | 20 novembre 2001  | LINEAR              |
| 618554 - | 2001 WW93                | 20 novembre 2001  | LINEAR              |
| 618555 - | 2001 WB106               | 15 giugno 2015    | Pan-STARRS 1        |
| 618556 - | 2001 WG106               | 5 gennaio 2013    | Spacewatch          |
| 618557 - | 2001 XW76                | 17 novembre 2001  | LINEAR              |
| 618558 - | 2001 XP102               | 18 novembre 2001  | LINEAR              |
| 618559 - | 2001 XC247               | 15 dicembre 2001  | LINEAR              |
| 618560 - | 2001 XL269               | 6 gennaio 2002    | AMOS                |
| 618561 - | 2001 YP9                 | 17 dicembre 2001  | LINEAR              |
| 618562 - | 2001 YP29                | 18 dicembre 2001  | LINEAR              |
| 618563 - | 2001 YT30                | 18 dicembre 2001  | LINEAR              |
| 618564 - | 2001 YN55                | 18 dicembre 2001  | LINEAR              |
| 618565 - | 2001 YG149               | 19 dicembre 2001  | NEAT                |
| 618566 - | 2001 YY162               | 24 aprile 2003    | Spacewatch          |
| 618567 - | 2001 YJ163               | 7 agosto 2016     | Pan-STARRS 1        |
| 618568 - | 2001 YN163               | 12 febbraio 2008  | Mount Lemmon Survey |
| 618569 - | 2001 YR164               | 14 luglio 2013    | Pan-STARRS 1        |
| 618570 - | 2001 YY164               | 4 settembre 2011  | Pan-STARRS 1        |
| 618571 - | 2001 YV165               | 20 dicembre 2001  | Spacewatch          |
| 618572 - | 2002 AJ34                | 12 gennaio 2002   | Spacewatch          |
| 618573 - | 2002 AR146               | 13 gennaio 2002   | Spacewatch          |
| 618574 - | 2002 AE176               | 12 gennaio 2002   | NEAT                |
| 618575 - | 2002 AW209               | 9 gennaio 2002    | SDSS Collaboration  |
| 618576 - | 2002 AT211               | 13 marzo 2007     | Mount Lemmon Survey |
| 618577 - | 2002 AO212               | 6 febbraio 2013   | Spacewatch          |
| 618578 - | 2002 AZ212               | 1º agosto 2016    | Pan-STARRS 1        |
| 618579 - | 2002 AK213               | 25 febbraio 2006  | Spacewatch          |
| 618580 - | 2002 AM214               | 1º novembre 2005  | Mount Lemmon Survey |
| 618581 - | 2002 AZ214               | 20 dicembre 2001  | SDSS Collaboration  |
| 618582 - | 2002 AR215               | 28 febbraio 2008  | Mount Lemmon Survey |
| 618583 - | 2002 BJ33                | 10 febbraio 2008  | Mount Lemmon Survey |
| 618584 - | 2002 CG50                | 7 febbraio 2002   | LINEAR              |
| 618585 - | 2002 CH124               | 13 gennaio 2002   | Bickel, W.          |
| 618586 - | 2002 CY148               | 10 febbraio 2002  | LINEAR              |
| 618587 - | 2002 CK160               | 14 gennaio 2002   | NEAT                |
| 618588 - | 2002 CR255               | 7 febbraio 2002   | LINEAR              |
| 618589 - | 2002 CE262               | 9 febbraio 2002   | Spacewatch          |
| 618590 - | 2002 CD278               | 7 febbraio 2002   | NEAT                |
| 618591 - | 2002 CC282               | 8 febbraio 2002   | Spacewatch          |
| 618592 - | 2002 CK318               | 16 marzo 2007     | Spacewatch          |
| 618593 - | 2002 CC319               | 29 ottobre 2006   | CSS                 |
| 618594 - | 2002 CH319               | 8 febbraio 2002   | Spacewatch          |
| 618595 - | 2002 CV319               | 4 settembre 2011  | Pan-STARRS 1        |
| 618596 - | 2002 CC320               | 5 luglio 2016     | Pan-STARRS 1        |
| 618597 - | 2002 CX320               | 13 febbraio 2002  | SDSS Collaboration  |
| 618598 - | 2002 CJ323               | 15 aprile 2012    | Pan-STARRS 1        |
| 618599 - | 2002 CD324               | 30 settembre 2017 | Pan-STARRS 1        |
| 618600 - | 2002 CF324               | 29 gennaio 2011   | Spacewatch          |

## 618601-618700
| Nome                 | Designazione provvisoria | Data di scoperta  | Scopritore                     |
| -------------------- | ------------------------ | ----------------- | ------------------------------ |
| 618601 -             | 2002 CL328               | 12 febbraio 2002  | Spacewatch                     |
| 618602 -             | 2002 DA                  | 29 maggio 2009    | Spacewatch                     |
| 618603 -             | 2002 DT21                | 21 aprile 2012    | Mount Lemmon Survey            |
| 618604 -             | 2002 EY17                | 5 marzo 2002      | Spacewatch                     |
| 618605 -             | 2002 EY35                | 9 marzo 2002      | Spacewatch                     |
| 618606 -             | 2002 EY95                | 11 febbraio 2002  | LINEAR                         |
| 618607 -             | 2002 EH147               | 15 marzo 2002     | Spacewatch                     |
| 618608 -             | 2002 EP156               | 10 marzo 2002     | Cima Ekar                      |
| 618609 -             | 2002 EC165               | 4 aprile 2008     | Mount Lemmon Survey            |
| 618610 -             | 2002 EW165               | 14 agosto 2004    | Cerro Tololo                   |
| 618611 -             | 2002 EM166               | 9 febbraio 2002   | Spacewatch                     |
| 618612 -             | 2002 ET166               | 9 aprile 2006     | Spacewatch                     |
| 618613 -             | 2002 EE167               | 28 aprile 2012    | Mount Lemmon Survey            |
| 618614 -             | 2002 EL167               | 15 gennaio 2013   | Schwartz, M., Holvorcem, P. R. |
| 618615 -             | 2002 EJ170               | 13 marzo 2008     | Spacewatch                     |
| 618616 -             | 2002 FC44                | 22 dicembre 2008  | Spacewatch                     |
| 618617 -             | 2002 GD30                | 7 aprile 2002     | Cerro Tololo                   |
| 618618 -             | 2002 GO181               | 2 aprile 2002     | NEAT                           |
| 618619 -             | 2002 GA184               | 17 ottobre 2008   | Spacewatch                     |
| 618620 -             | 2002 GA190               | 9 ottobre 2004    | Spacewatch                     |
| 618621 -             | 2002 KU16                | 15 ottobre 2009   | Spacewatch                     |
| 618622 -             | 2002 LL61                | 7 giugno 2002     | NEAT                           |
| 618623 -             | 2002 LN63                | 26 ottobre 2008   | Mount Lemmon Survey            |
| 618624 -             | 2002 PY9                 | 5 agosto 2002     | NEAT                           |
| 618625 -             | 2002 PJ80                | 9 luglio 2002     | LINEAR                         |
| 618626 -             | 2002 PZ167               | 8 agosto 2002     | NEAT                           |
| 618627 -             | 2002 PY193               | 16 settembre 2006 | Spacewatch                     |
| 618628 -             | 2002 PK194               | 18 giugno 2010    | Mount Lemmon Survey            |
| 618629 -             | 2002 QY64                | 8 agosto 2002     | NEAT                           |
| 618630 -             | 2002 QC81                | 3 settembre 2002  | AMOS                           |
| 618631 -             | 2002 QO81                | 3 settembre 2002  | AMOS                           |
| 618632 -             | 2002 QF86                | 8 agosto 2002     | NEAT                           |
| 618633 -             | 2002 QE99                | 19 agosto 2002    | NEAT                           |
| 618634 -             | 2002 QX101               | 26 agosto 2002    | NEAT                           |
| 618635 -             | 2002 QE108               | 6 giugno 2005     | Trilling, D. E.                |
| 618636 -             | 2002 QY145               | 2 aprile 2011     | Mount Lemmon Survey            |
| 618637 -             | 2002 QX155               | 18 ottobre 2009   | Mount Lemmon Survey            |
| 618638 -             | 2002 QU157               | 30 agosto 2006    | LONEOS                         |
| 618639 -             | 2002 QR158               | 24 marzo 2015     | Mount Lemmon Survey            |
| 618640 -             | 2002 RW148               | 11 settembre 2002 | NEAT                           |
| 618641 -             | 2002 RL152               | 12 settembre 2002 | NEAT                           |
| 618642 -             | 2002 RL153               | 12 settembre 2002 | NEAT                           |
| 618643 -             | 2002 RG164               | 12 settembre 1994 | Spacewatch                     |
| 618644 -             | 2002 RC265               | 9 febbraio 2005   | Spacewatch                     |
| 618645 -             | 2002 RF274               | 18 agosto 2002    | NEAT                           |
| 618646 -             | 2002 RB278               | 8 settembre 2002  | AMOS                           |
| 618647 -             | 2002 RS283               | 29 dicembre 2008  | Spacewatch                     |
| 618648 -             | 2002 RU286               | 15 febbraio 2010  | Mount Lemmon Survey            |
| 618649 -             | 2002 RE298               | 26 febbraio 2008  | Mount Lemmon Survey            |
| 618650 -             | 2002 SZ10                | 27 settembre 2002 | NEAT                           |
| 618651 -             | 2002 SN64                | 26 settembre 2002 | NEAT                           |
| 618652 -             | 2002 SP65                | 29 agosto 2002    | NEAT                           |
| 618653 -             | 2002 SF67                | 30 ottobre 2002   | SDSS Collaboration             |
| 618654 -             | 2002 TL102               | 4 ottobre 2002    | LINEAR                         |
| 618655 -             | 2002 TH125               | 4 ottobre 2002    | NEAT                           |
| 618656 -             | 2002 TB150               | 5 ottobre 2002    | NEAT                           |
| 618657 -             | 2002 TC219               | 28 settembre 2002 | NEAT                           |
| 618658 -             | 2002 TS381               | 25 settembre 2006 | Mount Lemmon Survey            |
| 618659 -             | 2002 TZ387               | 10 ottobre 2012   | Pan-STARRS 1                   |
| 618660 -             | 2002 TT388               | 25 novembre 2002  | NEAT                           |
| 618661 -             | 2002 TQ391               | 9 ottobre 2002    | Spacewatch                     |
| 618662 -             | 2002 TD394               | 27 agosto 2006    | Spacewatch                     |
| 618663 -             | 2002 UX13                | 9 ottobre 2002    | LONEOS                         |
| 618664 -             | 2002 UV73                | 16 novembre 2006  | Mount Lemmon Survey            |
| 618665 -             | 2002 UQ75                | 19 ottobre 2007   | CSS                            |
| 618666 -             | 2002 UP79                | 18 settembre 2007 | CSS                            |
| 618667 -             | 2002 UJ82                | 2 novembre 2007   | Mount Lemmon Survey            |
| 618668 -             | 2002 VD148               | 4 novembre 2002   | NEAT                           |
| 618669 -             | 2002 VL149               | 6 novembre 2002   | AMOS                           |
| 618670 -             | 2002 VW150               | 2 ottobre 2006    | Mount Lemmon Survey            |
| 618671 -             | 2002 VB154               | 8 marzo 2008      | Mount Lemmon Survey            |
| 618672 -             | 2002 WJ21                | 16 novembre 2002  | NEAT                           |
| 618673 -             | 2002 WO23                | 4 novembre 2007   | Mount Lemmon Survey            |
| 618674 -             | 2002 XD34                | 7 novembre 2002   | Kitt Peak                      |
| 618675 -             | 2002 XJ122               | 22 ottobre 1995   | Spacewatch                     |
| 618676 -             | 2002 XA123               | 22 dicembre 2008  | Spacewatch                     |
| 618677 -             | 2003 AF95                | 3 gennaio 2013    | Mount Lemmon Survey            |
| 618678 -             | 2003 AN95                | 28 dicembre 2013  | Spacewatch                     |
| 618679 -             | 2003 BM33                | 27 gennaio 2003   | AMOS                           |
| 618680 -             | 2003 BN94                | 9 febbraio 2003   | AMOS                           |
| 618681 -             | 2003 BZ94                | 19 gennaio 2012   | Benkhaldoun, Z.                |
| 618682 -             | 2003 BF95                | 31 agosto 2011    | Pan-STARRS 1                   |
| 618683 -             | 2003 BL96                | 3 dicembre 2007   | Spacewatch                     |
| 618684 -             | 2003 BM96                | 16 marzo 2012     | Pan-STARRS 1                   |
| 618685 -             | 2003 BH97                | 16 settembre 2010 | Mount Lemmon Survey            |
| 618686 -             | 2003 BZ97                | 23 aprile 2015    | Pan-STARRS 1                   |
| 618687 -             | 2003 BX99                | 26 febbraio 2014  | Mount Lemmon Survey            |
| 618688 -             | 2003 BL102               | 12 gennaio 2016   | Pan-STARRS 1                   |
| 618689 -             | 2003 BQ103               | 29 gennaio 2003   | Spacewatch                     |
| 618690 -             | 2003 CP12                | 4 febbraio 2003   | LINEAR                         |
| 618691 -             | 2003 CV24                | 23 maggio 2004    | SDSS Collaboration             |
| 618692 -             | 2003 CM25                | 2 febbraio 2003   | NEAT                           |
| 618693 -             | 2003 CB26                | 9 febbraio 2003   | NEAT                           |
| 618694 Gertrudegrice | 2003 CV26                | 23 gennaio 2012   | Falla, N.                      |
| 618695 -             | 2003 CT27                | 21 maggio 2015    | Pan-STARRS 1                   |
| 618696 -             | 2003 CK28                | 6 febbraio 2003   | Spacewatch                     |
| 618697 -             | 2003 DG21                | 26 febbraio 2003  | LINEAR                         |
| 618698 -             | 2003 DS25                | 23 febbraio 2003  | CINEOS                         |
| 618699 -             | 2003 EN1                 | 12 febbraio 2003  | AMOS                           |
| 618700 -             | 2003 EM31                | 7 marzo 2003      | Spacewatch                     |

## 618701-618800
| Nome     | Designazione provvisoria | Data di scoperta  | Scopritore                 |
| -------- | ------------------------ | ----------------- | -------------------------- |
| 618701 - | 2003 EN63                | 11 marzo 2003     | NEAT                       |
| 618702 - | 2003 EJ64                | 20 ottobre 2012   | Pan-STARRS 1               |
| 618703 - | 2003 EO64                | 6 marzo 2003      | LONEOS                     |
| 618704 - | 2003 FN35                | 23 marzo 2003     | Spacewatch                 |
| 618705 - | 2003 FF134               | 29 marzo 2003     | LONEOS                     |
| 618706 - | 2003 FN134               | 28 marzo 2014     | Mount Lemmon Survey        |
| 618707 - | 2003 FS134               | 25 aprile 2015    | Pan-STARRS 1               |
| 618708 - | 2003 FN135               | 23 marzo 2003     | SDSS Collaboration         |
| 618709 - | 2003 FE136               | 22 marzo 2015     | Pan-STARRS 1               |
| 618710 - | 2003 FG137               | 27 gennaio 2007   | Mount Lemmon Survey        |
| 618711 - | 2003 FM138               | 17 settembre 2017 | Pan-STARRS 1               |
| 618712 - | 2003 FT139               | 4 febbraio 2016   | Pan-STARRS 1               |
| 618713 - | 2003 FV139               | 28 febbraio 2014  | Pan-STARRS 1               |
| 618714 - | 2003 FB140               | 1º aprile 2012    | Mount Lemmon Survey        |
| 618715 - | 2003 GQ11                | 12 marzo 2003     | Spacewatch                 |
| 618716 - | 2003 GS32                | 1º aprile 2003    | Cerro Tololo               |
| 618717 - | 2003 GW57                | 8 febbraio 2008   | Mount Lemmon Survey        |
| 618718 - | 2003 GN58                | 12 marzo 2014     | Mount Lemmon Survey        |
| 618719 - | 2003 GB59                | 12 ottobre 2006   | Spacewatch                 |
| 618720 - | 2003 GK61                | 18 febbraio 2014  | Mount Lemmon Survey        |
| 618721 - | 2003 GW63                | 17 gennaio 2016   | Pan-STARRS 1               |
| 618722 - | 2003 GF64                | 28 settembre 2011 | Mount Lemmon Survey        |
| 618723 - | 2003 GL64                | 18 giugno 2015    | Pan-STARRS 1               |
| 618724 - | 2003 HE18                | 23 ottobre 2006   | Mount Lemmon Survey        |
| 618725 - | 2003 HN18                | 25 aprile 2003    | Spacewatch                 |
| 618726 - | 2003 HS18                | 25 aprile 2003    | Spacewatch                 |
| 618727 - | 2003 HL58                | 24 aprile 2003    | Spacewatch                 |
| 618728 - | 2003 HO59                | 21 aprile 2012    | Mount Lemmon Survey        |
| 618729 - | 2003 HZ61                | 28 aprile 2012    | Mount Lemmon Survey        |
| 618730 - | 2003 HC63                | 23 settembre 2011 | Pan-STARRS 1               |
| 618731 - | 2003 JS19                | 27 giugno 2011    | Spacewatch                 |
| 618732 - | 2003 KT11                | 26 maggio 2003    | Spacewatch                 |
| 618733 - | 2003 KP34                | 29 maggio 2003    | Spacewatch                 |
| 618734 - | 2003 KJ37                | 10 gennaio 2013   | Pan-STARRS 1               |
| 618735 - | 2003 KN40                | 28 maggio 2003    | Spacewatch                 |
| 618736 - | 2003 LX9                 | 10 novembre 2006  | Spacewatch                 |
| 618737 - | 2003 LA10                | 19 settembre 2011 | CSS                        |
| 618738 - | 2003 LY10                | 2 ottobre 2013    | Pan-STARRS 1               |
| 618739 - | 2003 OU34                | 24 luglio 2003    | NEAT                       |
| 618740 - | 2003 QM122               | 24 agosto 2003    | Cerro Tololo               |
| 618741 - | 2003 SN19                | 16 settembre 2003 | Spacewatch                 |
| 618742 - | 2003 SK102               | 20 settembre 2003 | Spacewatch                 |
| 618743 - | 2003 SW113               | 23 agosto 2003    | NEAT                       |
| 618744 - | 2003 SJ136               | 19 settembre 2003 | Boattini, A., Paola, A. D. |
| 618745 - | 2003 SM291               | 29 settembre 2003 | Healy, D.                  |
| 618746 - | 2003 SF383               | 26 settembre 2003 | SDSS Collaboration         |
| 618747 - | 2003 SB438               | 28 settembre 2003 | Spacewatch                 |
| 618748 - | 2003 SE438               | 27 settembre 2003 | Spacewatch                 |
| 618749 - | 2003 SR440               | 23 gennaio 2006   | Spacewatch                 |
| 618750 - | 2003 SJ441               | 27 settembre 2003 | Spacewatch                 |
| 618751 - | 2003 SM441               | 18 settembre 2003 | Spacewatch                 |
| 618752 - | 2003 SB443               | 17 settembre 2003 | Spacewatch                 |
| 618753 - | 2003 SC443               | 15 aprile 2012    | Pan-STARRS 1               |
| 618754 - | 2003 SN447               | 24 settembre 2008 | Spacewatch                 |
| 618755 - | 2003 SV451               | 18 settembre 2003 | Spacewatch                 |
| 618756 - | 2003 SJ452               | 4 aprile 2014     | Mount Lemmon Survey        |
| 618757 - | 2003 SE455               | 9 ottobre 2007    | Mount Lemmon Survey        |
| 618758 - | 2003 SN455               | 14 gennaio 2016   | Pan-STARRS 1               |
| 618759 - | 2003 SK464               | 22 settembre 2003 | Spacewatch                 |
| 618760 - | 2003 US33                | 17 ottobre 2003   | Spacewatch                 |
| 618761 - | 2003 UF39                | 16 ottobre 2003   | Spacewatch                 |
| 618762 - | 2003 UB74                | 16 ottobre 2003   | NEAT                       |
| 618763 - | 2003 UX114               | 20 ottobre 2003   | Spacewatch                 |
| 618764 - | 2003 UO128               | 21 ottobre 2003   | Spacewatch                 |
| 618765 - | 2003 UA217               | 17 ottobre 2003   | Spacewatch                 |
| 618766 - | 2003 UO236               | 18 ottobre 2003   | AMOS                       |
| 618767 - | 2003 UY262               | 17 ottobre 2003   | Spacewatch                 |
| 618768 - | 2003 UX294               | 16 ottobre 2003   | Spacewatch                 |
| 618769 - | 2003 UG295               | 16 settembre 2003 | Spacewatch                 |
| 618770 - | 2003 UB306               | 18 ottobre 2003   | Spacewatch                 |
| 618771 - | 2003 US355               | 19 ottobre 2003   | Spacewatch                 |
| 618772 - | 2003 UM357               | 19 ottobre 2003   | Spacewatch                 |
| 618773 - | 2003 UB406               | 23 ottobre 2003   | Spacewatch                 |
| 618774 - | 2003 UW408               | 23 ottobre 2003   | SDSS Collaboration         |
| 618775 - | 2003 UA411               | 23 ottobre 2003   | SDSS Collaboration         |
| 618776 - | 2003 UU411               | 23 ottobre 2003   | SDSS Collaboration         |
| 618777 - | 2003 UJ421               | 10 agosto 2007    | Spacewatch                 |
| 618778 - | 2003 UL429               | 22 ottobre 2003   | Spacewatch                 |
| 618779 - | 2003 UC436               | 14 agosto 2012    | Siding Spring Survey       |
| 618780 - | 2003 WB59                | 18 novembre 2003  | Spacewatch                 |
| 618781 - | 2003 WM98                | 24 novembre 2003  | NEAT                       |
| 618782 - | 2003 WA154               | 19 novembre 2003  | NEAT                       |
| 618783 - | 2003 WF160               | 30 novembre 2003  | Spacewatch                 |
| 618784 - | 2003 WW160               | 16 novembre 1999  | Spacewatch                 |
| 618785 - | 2003 WL175               | 15 novembre 1998  | Spacewatch                 |
| 618786 - | 2003 WS197               | 26 agosto 2012    | Pan-STARRS 1               |
| 618787 - | 2003 WY200               | 27 febbraio 2015  | Pan-STARRS 1               |
| 618788 - | 2003 WL211               | 24 marzo 2015     | Mount Lemmon Survey        |
| 618789 - | 2003 WR211               | 1º maggio 2016    | Pan-STARRS 1               |
| 618790 - | 2003 XK30                | 1º dicembre 2003  | Spacewatch                 |
| 618791 - | 2003 XB45                | 29 aprile 2012    | Mount Lemmon Survey        |
| 618792 - | 2003 YP7                 | 19 dicembre 2003  | Dillon, W. G.              |
| 618793 - | 2003 YB46                | 17 dicembre 2003  | LINEAR                     |
| 618794 - | 2003 YQ140               | 28 dicembre 2003  | LINEAR                     |
| 618795 - | 2003 YA141               | 17 dicembre 2003  | LINEAR                     |
| 618796 - | 2003 YC150               | 17 dicembre 2003  | LINEAR                     |
| 618797 - | 2003 YP183               | 28 dicembre 2003  | Spacewatch                 |
| 618798 - | 2003 YH187               | 1º gennaio 2009   | Mount Lemmon Survey        |
| 618799 - | 2003 YR188               | 7 dicembre 2015   | Pan-STARRS 1               |
| 618800 - | 2003 YZ190               | 25 dicembre 2003  | SDSS Collaboration         |

## 618801-618900
| Nome     | Designazione provvisoria | Data di scoperta  | Scopritore                   |
| -------- | ------------------------ | ----------------- | ---------------------------- |
| 618801 - | 2004 AX18                | 15 gennaio 2004   | Spacewatch                   |
| 618802 - | 2004 BM2                 | 16 gennaio 2004   | NEAT                         |
| 618803 - | 2004 BB164               | 28 gennaio 2004   | Spacewatch                   |
| 618804 - | 2004 BZ164               | 31 gennaio 2004   | SDSS Collaboration           |
| 618805 - | 2004 BL166               | 29 dicembre 2008  | Spacewatch                   |
| 618806 - | 2004 BT167               | 30 gennaio 2004   | Spacewatch                   |
| 618807 - | 2004 BD169               | 26 aprile 2008    | Spacewatch                   |
| 618808 - | 2004 BD173               | 27 novembre 2013  | Pan-STARRS 1                 |
| 618809 - | 2004 CU59                | 18 gennaio 2004   | NEAT                         |
| 618810 - | 2004 CK63                | 12 febbraio 2004  | NEAT                         |
| 618811 - | 2004 CE75                | 31 gennaio 2004   | Spacewatch                   |
| 618812 - | 2004 CS88                | 11 febbraio 2004  | Spacewatch                   |
| 618813 - | 2004 CM131               | 27 luglio 2005    | NEAT                         |
| 618814 - | 2004 CE132               | 24 gennaio 2014   | Pan-STARRS 1                 |
| 618815 - | 2004 DX7                 | 17 febbraio 2004  | Spacewatch                   |
| 618816 - | 2004 DW52                | 25 febbraio 2004  | LINEAR                       |
| 618817 - | 2004 DA61                | 26 febbraio 2004  | LINEAR                       |
| 618818 - | 2004 DR82                | 10 gennaio 2007   | Mount Lemmon Survey          |
| 618819 - | 2004 DK83                | 16 gennaio 2008   | Spacewatch                   |
| 618820 - | 2004 DO86                | 9 febbraio 2016   | Mount Lemmon Survey          |
| 618821 - | 2004 DK89                | 6 settembre 2014  | Mount Lemmon Survey          |
| 618822 - | 2004 DP89                | 22 febbraio 2004  | Spacewatch                   |
| 618823 - | 2004 EO12                | 23 febbraio 2004  | LINEAR                       |
| 618824 - | 2004 EJ28                | 15 marzo 2004     | Spacewatch                   |
| 618825 - | 2004 EV30                | 15 marzo 2004     | Spacewatch                   |
| 618826 - | 2004 ET46                | 15 marzo 2004     | Spacewatch                   |
| 618827 - | 2004 EZ92                | 15 marzo 2004     | LINEAR                       |
| 618828 - | 2004 EK96                | 10 marzo 2004     | NEAT                         |
| 618829 - | 2004 EJ97                | 15 marzo 2004     | Spacewatch                   |
| 618830 - | 2004 EE99                | 15 marzo 2004     | Spacewatch                   |
| 618831 - | 2004 ER101               | 15 marzo 2004     | Spacewatch                   |
| 618832 - | 2004 EG105               | 15 marzo 2004     | Spacewatch                   |
| 618833 - | 2004 EE107               | 15 marzo 2004     | Spacewatch                   |
| 618834 - | 2004 ER116               | 24 gennaio 2014   | Pan-STARRS 1                 |
| 618835 - | 2004 FX22                | 12 febbraio 2004  | NEAT                         |
| 618836 - | 2004 FE25                | 17 marzo 2004     | Spacewatch                   |
| 618837 - | 2004 FG71                | 17 marzo 2004     | Spacewatch                   |
| 618838 - | 2004 FJ104               | 26 febbraio 2004  | Buie, M. W., Trilling, D. E. |
| 618839 - | 2004 FO114               | 21 marzo 2004     | Spacewatch                   |
| 618840 - | 2004 FH120               | 15 marzo 2004     | Spacewatch                   |
| 618841 - | 2004 FQ124               | 27 marzo 2004     | Spacewatch                   |
| 618842 - | 2004 FP126               | 27 marzo 2004     | LINEAR                       |
| 618843 - | 2004 FH152               | 17 marzo 2004     | Spacewatch                   |
| 618844 - | 2004 FL161               | 26 febbraio 2004  | Buie, M. W., Trilling, D. E. |
| 618845 - | 2004 FL162               | 18 marzo 2004     | Spacewatch                   |
| 618846 - | 2004 FD167               | 25 aprile 2000    | Spacewatch                   |
| 618847 - | 2004 FY167               | 30 marzo 2004     | Spacewatch                   |
| 618848 - | 2004 FG168               | 23 marzo 2004     | Spacewatch                   |
| 618849 - | 2004 FO170               | 26 aprile 2000    | Spacewatch                   |
| 618850 - | 2004 FM172               | 23 febbraio 2012  | Mount Lemmon Survey          |
| 618851 - | 2004 GY6                 | 13 febbraio 2004  | Spacewatch                   |
| 618852 - | 2004 GS23                | 3 giugno 2000     | Spacewatch                   |
| 618853 - | 2004 GH44                | 26 marzo 2004     | Spacewatch                   |
| 618854 - | 2004 GE48                | 12 aprile 2004    | Spacewatch                   |
| 618855 - | 2004 GA50                | 21 febbraio 2009  | Spacewatch                   |
| 618856 - | 2004 GQ61                | 16 marzo 2004     | Spacewatch                   |
| 618857 - | 2004 GO88                | 13 marzo 2004     | NEAT                         |
| 618858 - | 2004 GE90                | 1º novembre 2006  | Mount Lemmon Survey          |
| 618859 - | 2004 GP90                | 28 dicembre 2011  | Mount Lemmon Survey          |
| 618860 - | 2004 GV90                | 1º marzo 2009     | Mount Lemmon Survey          |
| 618861 - | 2004 GB92                | 20 ottobre 2006   | Spacewatch                   |
| 618862 - | 2004 HV11                | 30 marzo 2004     | Spacewatch                   |
| 618863 - | 2004 HX18                | 26 marzo 2004     | LINEAR                       |
| 618864 - | 2004 HA57                | 27 aprile 2004    | LINEAR                       |
| 618865 - | 2004 HS61                | 29 aprile 2004    | AMOS                         |
| 618866 - | 2004 HT70                | 24 aprile 2004    | Spacewatch                   |
| 618867 - | 2004 HJ80                | 16 aprile 2004    | SDSS Collaboration           |
| 618868 - | 2004 HO80                | 16 ottobre 2012   | Mount Lemmon Survey          |
| 618869 - | 2004 HY80                | 28 aprile 2004    | Spacewatch                   |
| 618870 - | 2004 HY82                | 23 aprile 2004    | Yeung, W. K. Y.              |
| 618871 - | 2004 HZ82                | 20 aprile 2004    | Spacewatch                   |
| 618872 - | 2004 HH83                | 25 settembre 2006 | Spacewatch                   |
| 618873 - | 2004 HM83                | 22 aprile 2004    | SDSS Collaboration           |
| 618874 - | 2004 HW83                | 20 aprile 2004    | Spacewatch                   |
| 618875 - | 2004 HU84                | 16 febbraio 2015  | Pan-STARRS 1                 |
| 618876 - | 2004 HW84                | 28 aprile 2004    | Spacewatch                   |
| 618877 - | 2004 JK9                 | 13 maggio 2004    | Spacewatch                   |
| 618878 - | 2004 JM37                | 13 maggio 2004    | Spacewatch                   |
| 618879 - | 2004 JS41                | 15 maggio 2004    | LINEAR                       |
| 618880 - | 2004 JP48                | 21 aprile 2004    | Spacewatch                   |
| 618881 - | 2004 JU53                | 9 maggio 2004     | Spacewatch                   |
| 618882 - | 2004 JZ56                | 2 aprile 2009     | Mount Lemmon Survey          |
| 618883 - | 2004 JG57                | 20 febbraio 2014  | Mount Lemmon Survey          |
| 618884 - | 2004 JH58                | 28 ottobre 2006   | Spacewatch                   |
| 618885 - | 2004 KZ1                 | 25 aprile 2004    | Spacewatch                   |
| 618886 - | 2004 KN3                 | 16 maggio 2004    | LINEAR                       |
| 618887 - | 2004 KL20                | 20 ottobre 2012   | Pan-STARRS 1                 |
| 618888 - | 2004 KN20                | 5 luglio 2016     | Pan-STARRS 1                 |
| 618889 - | 2004 LO32                | 8 giugno 2016     | Pan-STARRS 1                 |
| 618890 - | 2004 LP32                | 15 luglio 2013    | Pan-STARRS 1                 |
| 618891 - | 2004 MB8                 | 27 giugno 2004    | CSS                          |
| 618892 - | 2004 MQ9                 | 27 giugno 2004    | Spacewatch                   |
| 618893 - | 2004 MS9                 | 28 gennaio 2014   | CSS                          |
| 618894 - | 2004 MH10                | 13 gennaio 2016   | Pan-STARRS 1                 |
| 618895 - | 2004 PO2                 | 8 agosto 2004     | NEAT                         |
| 618896 - | 2004 PO13                | 7 agosto 2004     | NEAT                         |
| 618897 - | 2004 PL118               | 8 agosto 2004     | NEAT                         |
| 618898 - | 2004 PD120               | 24 ottobre 2005   | Spacewatch                   |
| 618899 - | 2004 QM29                | 21 agosto 2004    | Siding Spring Survey         |
| 618900 - | 2004 QV30                | 7 settembre 2008  | Mount Lemmon Survey          |

## 618901-619000
| Nome     | Designazione provvisoria | Data di scoperta  | Scopritore                   |
| -------- | ------------------------ | ----------------- | ---------------------------- |
| 618901 - | 2004 QP31                | 22 agosto 2004    | Spacewatch                   |
| 618902 - | 2004 QB37                | 25 agosto 2004    | Spacewatch                   |
| 618903 - | 2004 RT24                | 11 agosto 2004    | NEAT                         |
| 618904 - | 2004 RL27                | 6 settembre 2004  | NEAT                         |
| 618905 - | 2004 RB85                | 10 settembre 2004 | LINEAR                       |
| 618906 - | 2004 RH88                | 7 settembre 2004  | NEAT                         |
| 618907 - | 2004 RB124               | 7 settembre 2004  | NEAT                         |
| 618908 - | 2004 RE126               | 7 settembre 2004  | Spacewatch                   |
| 618909 - | 2004 RP129               | 15 agosto 2004    | Cerro Tololo                 |
| 618910 - | 2004 RP140               | 8 settembre 2004  | LINEAR                       |
| 618911 - | 2004 RJ222               | 10 settembre 2004 | Spacewatch                   |
| 618912 - | 2004 RE244               | 13 agosto 2004    | Cerro Tololo                 |
| 618913 - | 2004 RC245               | 10 settembre 2004 | Spacewatch                   |
| 618914 - | 2004 RQ251               | 13 agosto 2004    | Cerro Tololo                 |
| 618915 - | 2004 RP260               | 10 settembre 2004 | Spacewatch                   |
| 618916 - | 2004 RR263               | 10 settembre 2004 | Spacewatch                   |
| 618917 - | 2004 RW278               | 15 settembre 2004 | Spacewatch                   |
| 618918 - | 2004 RT327               | 7 settembre 2004  | NEAT                         |
| 618919 - | 2004 RU353               | 12 settembre 2004 | Mauna Kea                    |
| 618920 - | 2004 RS364               | 28 ottobre 2008   | Spacewatch                   |
| 618921 - | 2004 SK12                | 14 settembre 2004 | NEAT                         |
| 618922 - | 2004 SN56                | 13 settembre 2004 | LINEAR                       |
| 618923 - | 2004 SF64                | 13 agosto 2013    | Spacewatch                   |
| 618924 - | 2004 SC66                | 17 settembre 2004 | Spacewatch                   |
| 618925 - | 2004 TR3                 | 4 ottobre 2004    | Spacewatch                   |
| 618926 - | 2004 TZ7                 | 5 ottobre 2004    | Tucker, R.                   |
| 618927 - | 2004 TC86                | 5 ottobre 2004    | Spacewatch                   |
| 618928 - | 2004 TA88                | 5 ottobre 2004    | Spacewatch                   |
| 618929 - | 2004 TS88                | 5 ottobre 2004    | Spacewatch                   |
| 618930 - | 2004 TC100               | 5 ottobre 2004    | Spacewatch                   |
| 618931 - | 2004 TW162               | 6 ottobre 2004    | Spacewatch                   |
| 618932 - | 2004 TY164               | 7 ottobre 2004    | Spacewatch                   |
| 618933 - | 2004 TK181               | 7 ottobre 2004    | Spacewatch                   |
| 618934 - | 2004 TO187               | 24 settembre 2004 | Spacewatch                   |
| 618935 - | 2004 TZ198               | 7 ottobre 2004    | Spacewatch                   |
| 618936 - | 2004 TH202               | 7 ottobre 2004    | Spacewatch                   |
| 618937 - | 2004 TS212               | 8 ottobre 2004    | Spacewatch                   |
| 618938 - | 2004 TK257               | 28 ottobre 1995   | Spacewatch                   |
| 618939 - | 2004 TA301               | 8 ottobre 2004    | Spacewatch                   |
| 618940 - | 2004 TT317               | 11 ottobre 2004   | Spacewatch                   |
| 618941 - | 2004 TZ342               | 13 ottobre 2004   | Spacewatch                   |
| 618942 - | 2004 TU343               | 14 ottobre 2004   | NEAT                         |
| 618943 - | 2004 TB349               | 7 ottobre 2004    | Spacewatch                   |
| 618944 - | 2004 TY373               | 28 luglio 2011    | Pan-STARRS 1                 |
| 618945 - | 2004 TN375               | 5 ottobre 2004    | Spacewatch                   |
| 618946 - | 2004 TT375               | 9 ottobre 2004    | Spacewatch                   |
| 618947 - | 2004 TV376               | 3 ottobre 2013    | Pan-STARRS 1                 |
| 618948 - | 2004 TT378               | 1º novembre 2015  | Pan-STARRS 1                 |
| 618949 - | 2004 TN379               | 10 dicembre 2009  | Mount Lemmon Survey          |
| 618950 - | 2004 TA384               | 2 agosto 2016     | Pan-STARRS 1                 |
| 618951 - | 2004 TB384               | 18 settembre 2015 | Spacewatch                   |
| 618952 - | 2004 TF384               | 7 settembre 2008  | Mount Lemmon Survey          |
| 618953 - | 2004 TP384               | 28 agosto 2013    | Pan-STARRS 1                 |
| 618954 - | 2004 TK385               | 7 ottobre 2004    | Spacewatch                   |
| 618955 - | 2004 TQ386               | 4 ottobre 2004    | Spacewatch                   |
| 618956 - | 2004 VF33                | 3 novembre 2004   | Spacewatch                   |
| 618957 - | 2004 VY65                | 14 ottobre 2004   | Spacewatch                   |
| 618958 - | 2004 VE81                | 15 ottobre 2004   | Mount Lemmon Survey          |
| 618959 - | 2004 VE87                | 11 novembre 2004  | Spacewatch                   |
| 618960 - | 2004 VQ94                | 10 novembre 2004  | Spacewatch                   |
| 618961 - | 2004 VC101               | 9 novembre 2004   | Mauna Kea                    |
| 618962 - | 2004 VU105               | 18 ottobre 2004   | Buie, M. W., Trilling, D. E. |
| 618963 - | 2004 VD132               | 4 novembre 2004   | Spacewatch                   |
| 618964 - | 2004 VG132               | 19 ottobre 2011   | Pan-STARRS 1                 |
| 618965 - | 2004 VZ132               | 3 ottobre 2013    | Mount Lemmon Survey          |
| 618966 - | 2004 VP135               | 9 novembre 2004   | CSS                          |
| 618967 - | 2004 VV135               | 24 luglio 2017    | Pan-STARRS 1                 |
| 618968 - | 2004 VB136               | 22 dicembre 2008  | Mount Lemmon Survey          |
| 618969 - | 2004 VK136               | 29 marzo 2011     | Mount Lemmon Survey          |
| 618970 - | 2004 VZ136               | 1º settembre 2013 | Sarneczky, K.                |
| 618971 - | 2004 WW3                 | 17 novembre 2004  | CINEOS                       |
| 618972 - | 2004 WC13                | 9 settembre 2008  | Mount Lemmon Survey          |
| 618973 - | 2004 XU29                | 10 dicembre 2004  | LINEAR                       |
| 618974 - | 2004 XF44                | 11 dicembre 2004  | CINEOS                       |
| 618975 - | 2004 XY52                | 10 dicembre 2004  | Spacewatch                   |
| 618976 - | 2004 XM59                | 11 dicembre 2004  | Spacewatch                   |
| 618977 - | 2004 XX99                | 12 dicembre 2004  | Spacewatch                   |
| 618978 - | 2004 XU122               | 7 settembre 2000  | Spacewatch                   |
| 618979 - | 2004 XB142               | 14 dicembre 2004  | Spacewatch                   |
| 618980 - | 2004 XA146               | 8 ottobre 2004    | NEAT                         |
| 618981 - | 2004 XY193               | 10 dicembre 2004  | Spacewatch                   |
| 618982 - | 2004 XR194               | 3 febbraio 2009   | Spacewatch                   |
| 618983 - | 2004 XM196               | 23 ottobre 2013   | Pan-STARRS 1                 |
| 618984 - | 2004 YZ27                | 17 dicembre 2004  | LINEAR                       |
| 618985 - | 2004 YP40                | 24 gennaio 2015   | Pan-STARRS 1                 |
| 618986 - | 2005 AA83                | 15 gennaio 2005   | Spacewatch                   |
| 618987 - | 2005 AG84                | 16 novembre 2011  | CSS                          |
| 618988 - | 2005 BC35                | 16 gennaio 2005   | Mauna Kea                    |
| 618989 - | 2005 BS35                | 16 gennaio 2005   | Mauna Kea                    |
| 618990 - | 2005 BW47                | 16 gennaio 2005   | Mauna Kea                    |
| 618991 - | 2005 BS53                | 23 giugno 2017    | Pan-STARRS 1                 |
| 618992 - | 2005 BH56                | 16 gennaio 2005   | Spacewatch                   |
| 618993 - | 2005 CQ14                | 16 gennaio 2005   | Spacewatch                   |
| 618994 - | 2005 CK34                | 2 febbraio 2005   | Spacewatch                   |
| 618995 - | 2005 CF75                | 2 febbraio 2005   | Spacewatch                   |
| 618996 - | 2005 CC78                | 23 gennaio 2015   | Pan-STARRS 1                 |
| 618997 - | 2005 CS81                | 9 febbraio 2005   | Mount Lemmon Survey          |
| 618998 - | 2005 CV82                | 4 ottobre 2007    | Mount Lemmon Survey          |
| 618999 - | 2005 ES17                | 3 marzo 2005      | Spacewatch                   |
| 619000 - | 2005 EA40                | 1º marzo 2005     | Spacewatch                   |